# Мост Атамурат — Керкичи
Мост Керки-Керкичи (туркм. Kerki-Kerkiçi köprüsi) — железнодорожный и автомобильный мост через реку Амударья в Лебапском велаяте, Туркменистан. Мосты между городами Керки (на тот момент — Атамурат) и Керкичи построены рядом с друг другом в 2009 и 2013 году. 

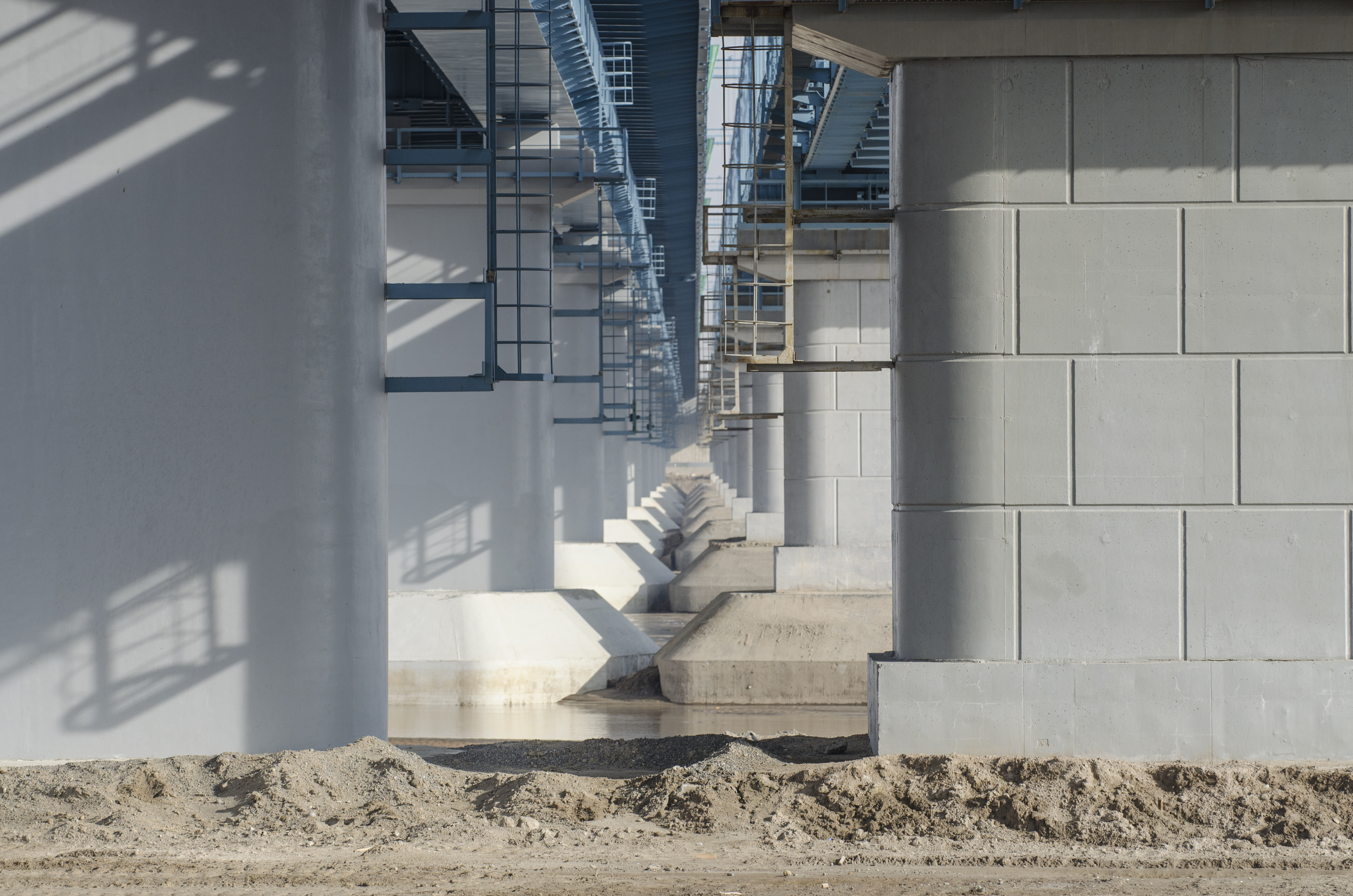
Мост между городами Керки и Киркичи

## Железнодорожный мост
Стоимость моста 123 млн долларов США. Он был разработан по заказу Туркменистана специалистами украинского института «Днепрогипротранс». Генеральным подрядчиком выступили мостостроители корпорации «Укртрансстрой», которые совместно с туркменскими строителями подразделения Министерства железнодорожного транспорта возвели этот объект. По расчетам специалистов мост способен выдерживать подземные толчки силой в 8 баллов по шкале Рихтера.
16 сентября 2009 года президенты Гурбангулы Бердымухамедов и Виктор Ющенко посетили Лебапский велаят и торжественно ввели в строй железнодорожный мост Атамурат — Керкичи.
Летом 2011 года по мосту проехал первый пассажирский поезд.

## Автодорожный мост
17 сентября 2009 года Президент Туркменистана Гурбангулы Бердымухамедов одобрил заключение договора между государственным концерном «Туркменавтоеллары» с украинской компанией «АЛЬТКОМ», которое стало генеральным подрядчиком строительства. Общая стоимость строительства — 159 млн долларов США. Проект моста был разработан специалистами украинских научно-исследовательских проектных институтов «Союзтранспроект» и «Укргипробудмост». Мост рассчитан на землетрясения силой 9 баллов по шкале Рихтера. С целью обеспечения безопасности немецкими специалистами спроектированы специальные опорные части, предусмотрен ряд антисейсмических устройств. Также был разработан индивидуальный деформационный шов, который воспринимает продольные перемещения до 1600 мм.
Работы стартовали осенью 2009 года. Мостовой переход включает в себя мост протяженностью 1414 м с шириной проезжей части — 11,5 м, подходные насыпи, берегоукрепительные сооружения длиной 6000 м. Мост находится на новой железнодорожной линии Турменабат — Атамурат — Керкичи.
На строительстве были задействованы около 600 человек, из них 130 специалистов с Украины.
14 февраля 2013 года при участии Президента Украины Виктора Януковича и Президента Туркмении Гурбангулы Бердымухамедова мост был торжественно открыт.
В качестве дорожного покрытия для моста, металлическое основание которого в летнее время года может нагреваться до 70-80 градусов, использован современный материал «Матакрил». Это многослойное полимерное покрытие выдерживает высокие температуры и имеет значительно более высокие прочностные характеристики по сравнению с асфальтобетоном. Под мостом беспрепятственно могут проходить суда, ведь каждый пролет имеет судовой габарит, ширина которого 60 метров и высота 9,5 метров.